# Chiesa di San Rocco (Peio)
La chiesa di San Rocco è una chiesa sussidiaria a Peio, in Trentino. Risale al XV secolo.

## Storia
(Relazioni della visita pastorale, 1500)

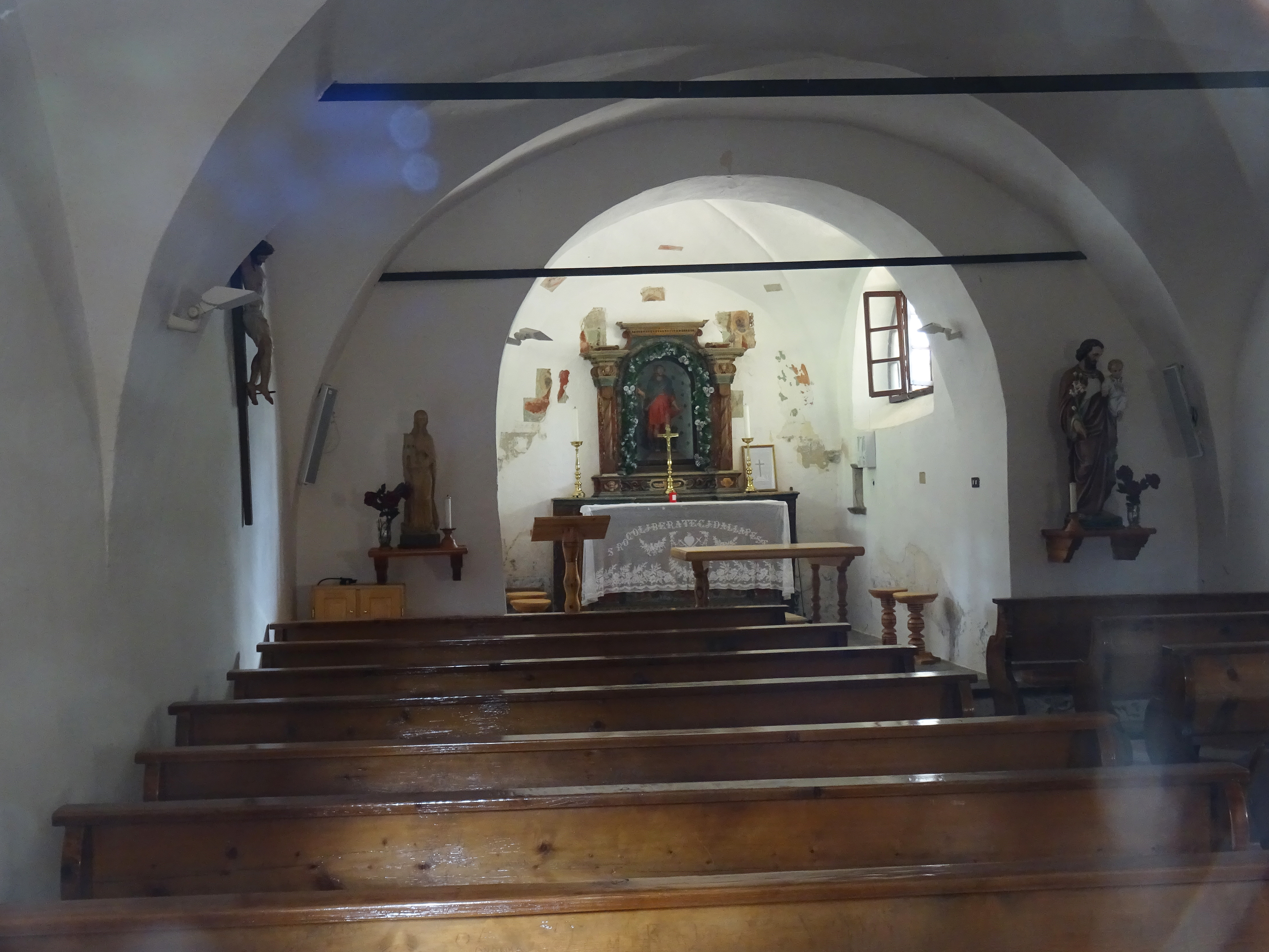
Interno

Sul sito era presente, prima della chiesa, una fortezza celto-retica, e infatti alcuni scavi e ricerche hanno rinvenuto armi e suppellettili a conferma di tale struttura. La prima chiesa con dedica a San Rocco a Peio fu eretta probabilmente in seguito ad una epidemia di peste che colpì il territorio, nel 1495, e la sua consacrazione venne celebrata nel 1500.
Durante il XVI secolo gli interni vennero affrescati, e rimangono ancora tracce di questi lavori nel presbiterio.
Attorno alla metà del XVII secolo l'edificio venne ampliato con la navata di maggiori dimensioni che ci è pervenuta. In quel periodo la chiesa fu meta di una visita pastorale e in tale occasione venne disposto che gli affreschi venissero coperti.
All'inizio del XX secolo, dopo anni di abbandono, l'edificio fu oggetto di restauri che riguardarono le strutture murarie e il pavimento della sala.
Nel 1915 la parte davanti alla facciata e che prima faceva parte del sagrato fu utilizzata come camposanto per i caduti austro-ungarici del primo conflitto mondiale.

## Descrizione
L'edificio della chiesa ha una conformazione alquanto inusuale, è cinto da un muro e l'ingresso è il suo pronao avente una tettoia con copertura in scandole di tiglio così come il resto dell'edificio, sulla cui sommità vi è la cella campanaria a vela avente una sola campana. Il sagrato della chiesa durante la grande guerra era diventato luogo di sepoltura degli austro-ungarici morti durante i combattimenti, solo successivamente hanno trovato sepoltura i nove militari le cui salme sono state recuperate dopo il disgelo dei ghiacciai del Piz Giumela e del Presena.

L'aula, di piccole dimensioni, a unica navata, ha volte a crociera con il presbiterio dalla forma quadrata. Il solo altare presente nell'edificio è posto sul presbiterio ed è dedicato a san Rocco. L'ancona che contiene l'immagine del santo è ammalorata a causa del tempo e delle infiltrazioni d'acqua. L'opera fu realizzata dalla bottega dei Bezzi di Cusiano.